# Bristol 400
Bristol 400-406 är en serie personbilar, tillverkade av den brittiska flygplanstillverkaren Bristol Aeroplane Company mellan 1947 och 1961.

## Bakgrund
Efter andra världskriget insåg Bristol att marknaden för stridsflygplan skulle minska drastiskt. Man såg sig om efter en annan produkt att tillverka och, liksom svenska SAAB, föll valet på bilar. Bristol tecknade avtal med Frazer Nash om att tillverka en bil som till stora delar baserades på BMW:s förkrigsmodeller.

## Bristol 400 (1947-50)
Bristol 400 presenterades på Internationella bilsalongen i Genève 1947. Bilens chassi var baserat på BMW 326. Den individuella framvagnen fjädrades med tvärliggande bladfjädrar och den stela bakaxeln med längsgående torsionsstavar. Karossen hämtade sina linjer från BMW 327, ända in på kylargrillen. Motorn var en kopia av BMW 328:s sexa.
Bristol var en mycket dyr bil, eftersom företaget själva byggde så många komponenter som möjligt, till skillnad från ”normala” biltillverkare som köper där det är billigast.

## Bristol 401 (1948-53)
Bristol 401 var en vidareutveckling av 400:n, med starkare motor och en ny kaross ritad av Carrozzeria Touring.

## Bristol 402 (1949-50)
Bristol 402 var en cabriolet-version av 401:an.

## Bristol 403 (1953-55)
Bristol 403 vidareutveckling av 401:an, med starkare motor och förbättrade hjulupphängningar och bromsar.

## Bristol 404 (1953-55)
Bristol 404 var en sportigare Bristol, byggd på en kortare hjulbas. Formgivningen var helt annorlunda än tidigare modeller och kan väl vänligast beskrivas som annorlunda. Kylargrillen efterliknade luftintaget på trafikflygplanet Bristol Brabazon och bakskärmarna hade små fenor. 404:an var den första Bristol-modell som hade reservhjulet bakom ena framskärmen, en detalj som hänger med ännu på dagens modeller.

## Bristol 405 (1954-58)
Bristol 405 var en sedan-version av 404:an, den enda fyrdörrarsbil som Bristol byggt. Bilen fanns även med cabriolet-kaross som 405D.

## Bristol 406 (1958-61)
Bristol 406 blev den sista utvecklingen av den ursprungliga Bristol-bilen med BMW-motorn. 406:an fick ny kaross och större motor. Dessutom infördes skivbromsar runt om och förbättrad bakhjulsupphängning.
Ett litet antal bilar försågs med specialkaross från Zagato och en starkare motor.

## Motor
| Modell     | Motor              | Cylindervolym | Effekt | Bränslesystem |
| ---------- | ------------------ | ------------- | ------ | ------------- |
| 400        | 6-cyl radmotor ohv | 1975 cm³      | 80 hk  | Tre förgasare |
| 401-402    | 6-cyl radmotor ohv | 1975 cm³      | 85 hk  | Tre förgasare |
| 403-405    | 6-cyl radmotor ohv | 1975 cm³      | 105 hk | Tre förgasare |
| 406        | 6-cyl radmotor ohv | 2216 cm³      | 105 hk | Tre förgasare |
| 406 Zagato | 6-cyl radmotor ohv | 2216 cm³      | 130 hk | Tre förgasare |

## Bilder

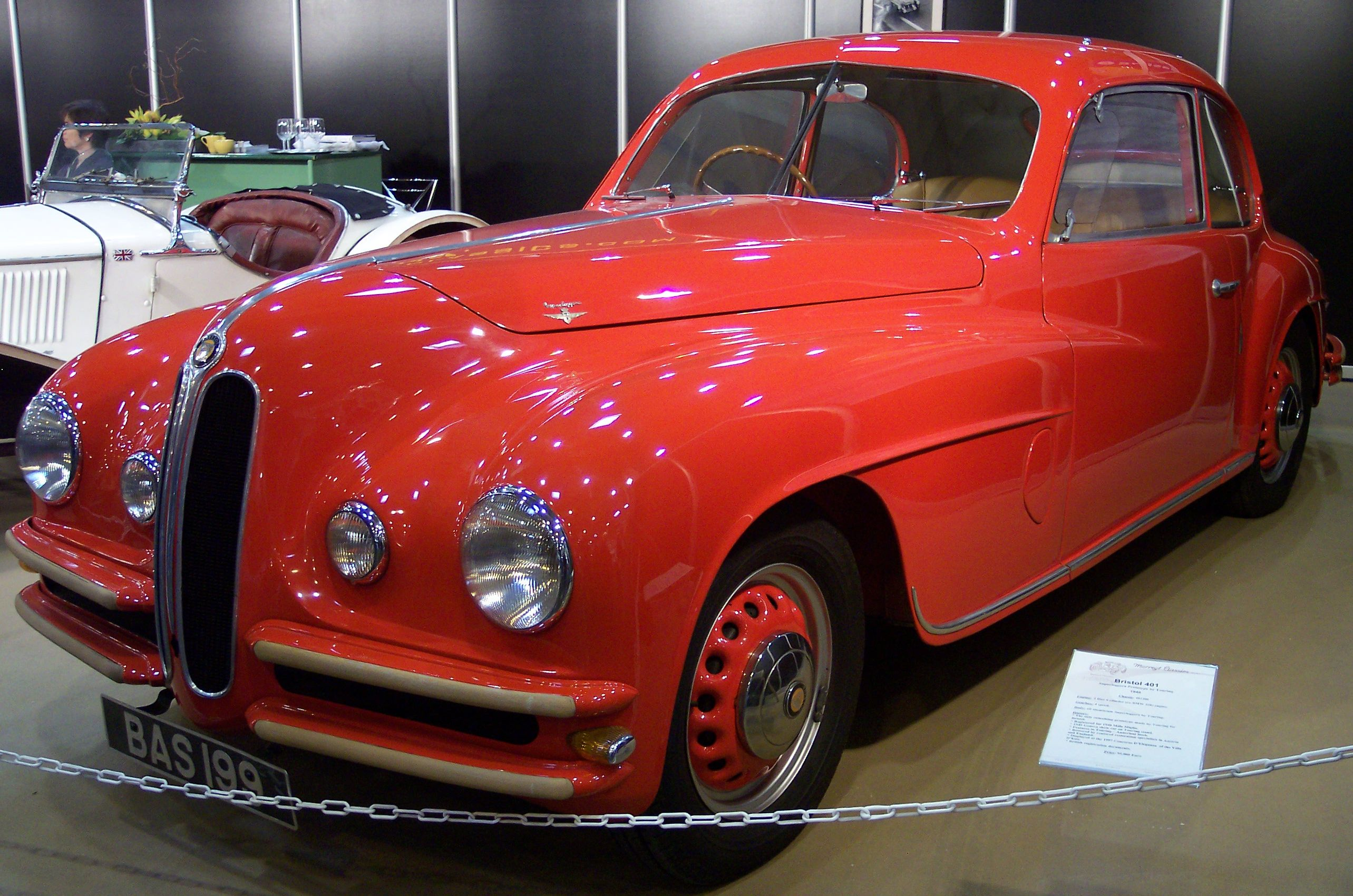
Bristol 401
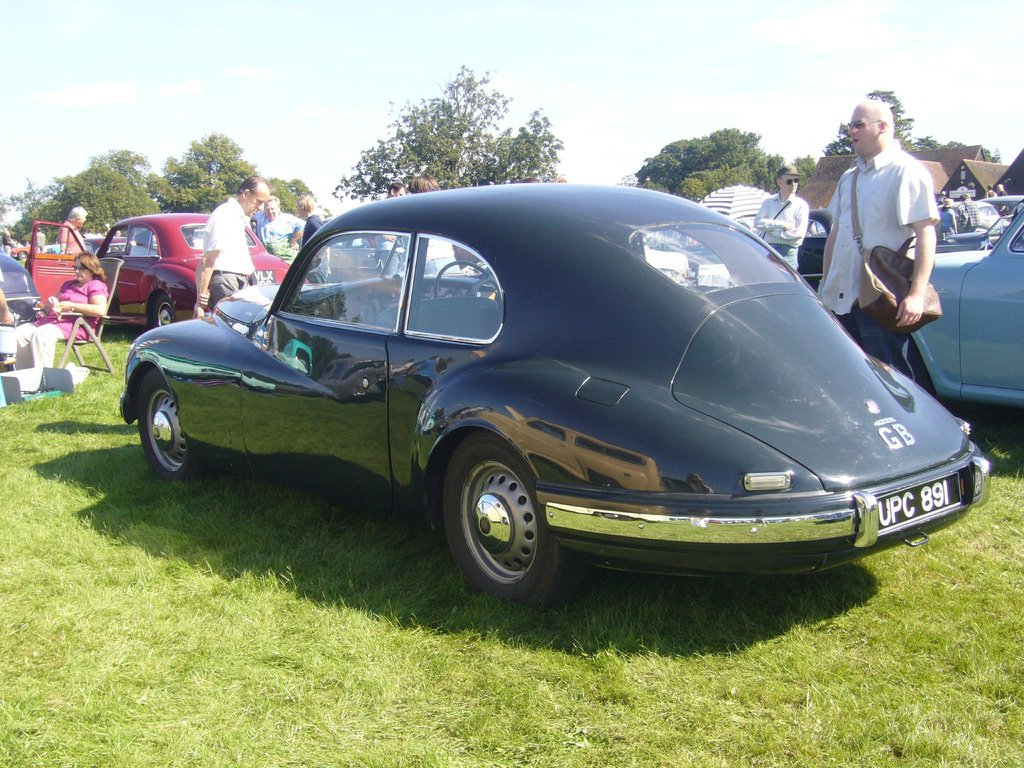
Bristol 403
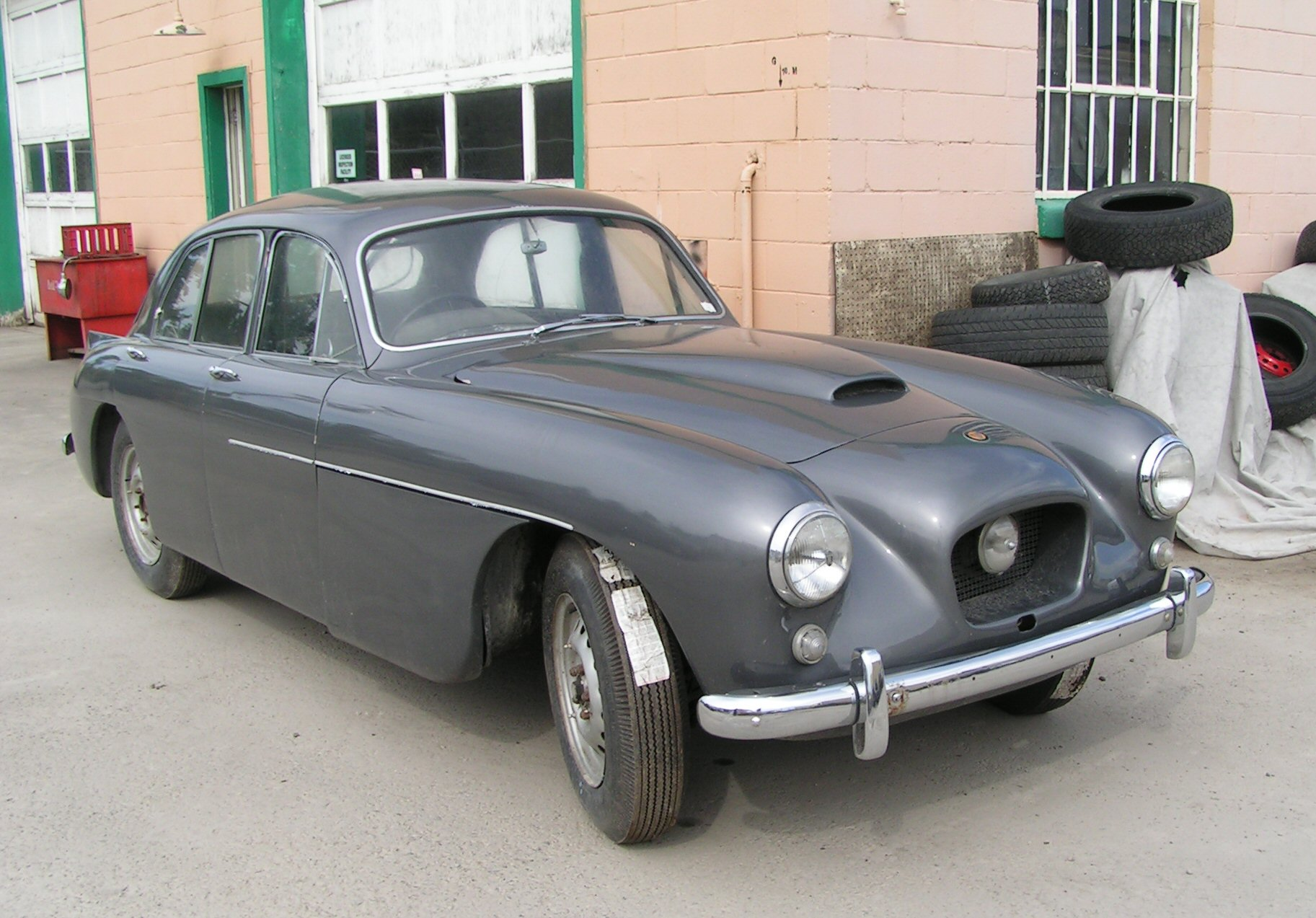
Bristol 405

## Tillverkning[1]
| Modell     | Antal |
| ---------- | ----- |
| 400        | 474   |
| 401        | 611   |
| 402        | 23    |
| 403        | 281   |
| 404        | 52    |
| 405        | 256   |
| 405D       | 43    |
| 406        | 174   |
| 406 Zagato | 7     |